# Hieronim Morsztyn
Hieronim Morsztyn (Jarosz Morsztyn; Hieronimus Morstin de Raciborsko, H.M.D.R, H.M.Z.R), (ur. ok. 1581, zm. ok. 1622) – polski poeta wczesnobarokowy, pisarz i tłumacz, którego erotyki, hedonizm i zachwyt nad światem były prekursorskie w polskiej poezji. Autor Historii uciesznej o zacnej królewnie Banialuce – pierwszej polskiej baśni magicznej.

## Życiorys
Fakty na temat życia Morsztyna są w dużym stopniu oparte na jego spuściźnie literackiej, wzmiankach w listach i wierszach.
We wstępie do Światowej rozkoszy pisał, Pana sługa Hieronim Morsztyn z Raciborska, jednak Raciborsko było posiadłością rodzinną i miejsce urodzenia nie jest dokładnie znane. Na podstawie ksiąg sądowych archiwum krakowskiego wiemy, że jego ojcem był Florian (ok. 1530 – 1587) bachmistrz, arianin z Wieliczki, syn Stanisława. Matką Hieronima była Zuzanna Łaska, córka Jana Łaskiego młodszego, siostra stryjeczna Olbrachta Łaskiego. Morsztyn miał cztery siostry – Elżbietę, Jadwigę, Annę i Katarzynę oraz dwóch braci – Jana i Piotra (dzieci Zuzanny Łaskiej i Floriana Morsztyna) oraz przyrodniego brata Floriana. Utraciwszy wcześnie rodziców, wychowany został przez wuja Samuela Łaskiego, sekretarza koronnego, związanego z katolicką gałęzią Łaskich. Pochodził z rodziny szlacheckiej herbu Leliwa.
Z dedykacji Zwierciadła statecznego i szalonego młodzieńca wiemy, że przez trzy lata, dzięki pomocy wuja Samuela Łaskiego, pobierał nauki w szkole jezuickiej w Braniewie. Nauki zaczął w 1595 roku i ukończył je pisząc dysertację pod kierunkiem belgijskiego profesora Jana Gerardinusa. Następnie wrócił do Krakowa gdzie poznał dogłębnie dwór Zygmunta III. Przypuszczalnie od listopada 1617 do kwietnia 1618 przebywał w Padwie w otoczeniu Łukasza Opalińskiego. Przyjaźnił się z poetą Janem Gostomskim, Jerzym Niemstą, Samuelem Chełmskim, Krzysztofem Boguszewskim, Dadźbogiem Karnkowskim, Janem Kochanowskim. Prowadził stosunkowo mało prominentne życie dworskie i ziemiańskie.
Był chory na kiłę, o czym pisał w swoich utworach, m.in. wierszu Na dyetę lubelską. Jego wiersz Dworska Choroba (patrz Sumariusz, S113) zaczynający się od wersów Kiła, szyszki, dymienice/Z francuskiej przyszły granice, oparty na osobistych doświadczeniach, jest pomyślany jako poradnik dla syfilityków.
Być może w ostatnich latach życia został księdzem, zmarł około 1622 roku.

## Twórczość
Niemal cała spuścizna Hieronima Morsztyna dotarła do czasów współczesnych w postaci rozproszonych odpisów z XVII i XVIII wieku.

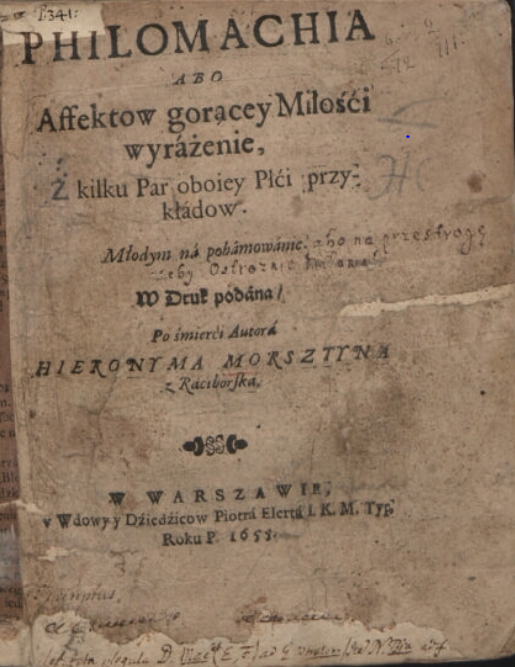
Pierwsza strona wydania Philomachia abo affektow gorącey miłości wyrażenie: z kilku par oboiey płci przykładow młodym na pohamowanie z 1655 roku

Pierwszym drukowanym dziełem Morsztyna były Theses filozofskie ofiarowane w 1598 roku Samuelowi Łaskiemu. Była to dysertacja ze szkoły jezuickiej z Braniewa i nie miała charakteru literackiego.
Zwierciadło statecznego i szalonego młodzieńca było wydane w latach 1599–1603. Resztki utworu zostały odnalezione w 1896 roku przez Jakuba Gieysztora, który odtworzył tytuł utworu i przedrukował wierszowaną dedykację Dedykacya do Samuela Łaskiego Sekretarza i dworzanina do Samuela Łaskiego. Dedykacja jest podpisana Hieronim Morsztyn z Raciborska i wspomina, że autor uczył się w Braniewie, gdzie napisał Theses Philosowskie, i że Samuel Łaski był bratem jego matki.
Światowa Rozkosz była po raz pierwszy wydana około 1606 roku; we wstępie autor pisze: Dan z Krakowa w Kwietną Niedzielę, Roku Pańskiego 1606. Według współczesnego krytyka zakrawa na paradoks, iż mający wyraźnie renesansową metrykę zachwyt nad światem nigdy wcześniej w polskiej poezji nie doszedł do głosu z taką siłą jak w tym pierwszym w pełni barokowym poemacie. Światowa rozkosz jest apoteozą przyjemności – bogactwa, zbytku, męskiej przyjaźń i żeńskiego towarzystwa, jedzenia i picia, muzyki i tańca, zabaw i gier, oraz podróży, ale pokazuje też transfigurację ziemskiego splendoru w marność i zgniliznę grobu. Wczesny krytyk twórczości Morsztyna już w 1608 roku zwrócił uwagę, że pesymizm Morsztyna wynikał niekoniecznie z powodów religijnych, ale z faktu że był chory na chorobę weneryczną. Morsztyn nie wydał już nic drukiem za życia po wydaniu Światowej rozkoszy a jego dzieła były dostępne tylko w rękopisach. Dostępne są wydania zdigitalizowane.
W 1650 roku wyszły Antipasty małżeńskie, w których m.in. zawarta jest opowieść fantastyczno-przygodowa o królewnie Banialuce. Antypasty małżeńskie składają się z trzech utworów, z których jedna – Historia ucieszna o zacnej królewnie Banialuce została napisana przez Morsztyna, a dwie Historia o Galezjusie, synu Demokryta, i Filidzie, córce Aristidesa, szlachty cypryjskiego królestwa, O Przemysławie, książęciu Oświęcimskim, i o Cecyliej, małżonki jego, dziwnej stateczności przez innych autorów.
W 1655 wyszła Philomachia abo affektow gorącey miłości wyrażenie: z kilku par oboiey płci przykładow młodym na pohamowanie, składa się z trzech utworów: Alfonsa książęcia, więźnia aragońskiego, i Orystelle krolewny kreteńskiej miłość śmiercią okrutną zapieczętowana (źródła noweli, według B. Gubrynowicza, nieznane), Żałosny koniec dwojga ludzi kochających się w sobie, Zygismundy i Gwizdarda (przekł. noweli IV, 1 Dekameronu G. Boccaccia z wersji łac. Leonarda Bruni z Arrezo Aretina), Historia barzo piękna o Talezie krolewiczu lidyjskim, a o Perepodzie krolewnie aragońskiej (źródła noweli, według B. Gubrynowicza, nieznane). Według Malickiego Summariusz Morsztyna zawiera utwory z Philomachii (patrz utwory S34-S46, S276-S277 w.g. klasyfikacji Dynowskiej).
Duża część wierszy Hieronima Morsztyna przetrwała w szlacheckich sylwach, w odpisach, często bez podania autora. Powoduje to problemy z dokładną atrybucją autora. Książka Malickiego implikuje, że Summariusz jest napisany przez Morsztyna. Ale przykładem problemów z atrybucją jest wiersz O Dorocie występujący w Summariuszu jako S97 uznawany też za wiersz Jana Smolika.

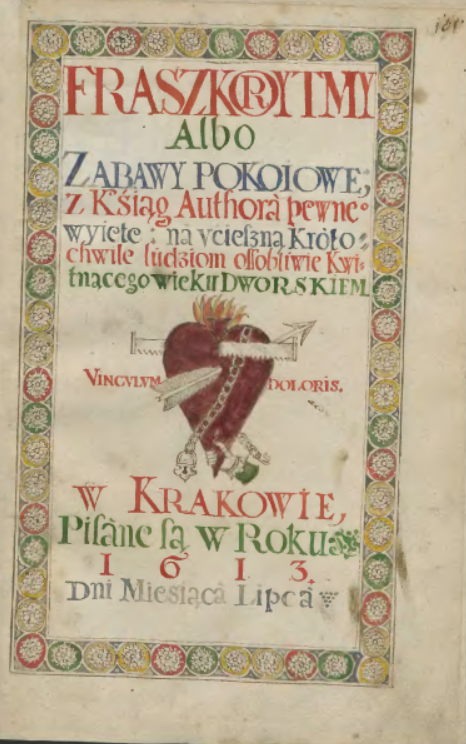
Fraszkorytmy albo zabawy pokoiowe, z Ksiąg Authora pewnego wyięte: na ucieszną Kroto chwile ludziom osobliwie kwitnącego wieku dworskiem. W Krakowie. Pisane są w Roku 1613. Dni Miesiąca Lipca.

W 1887 roku Windakiewicz opisał życie polskich studentów, akademików, arystokracji w Padwie pisząc – Jak w zwierciadle odbiło się całe owo życie w nieznanych wierszach nieznanego poety, które nie ujrzały nigdy świata, a tylko jako curiosum w rękopisie krążyły. Wiersze te zostały wydane niedawno jako Wiersze padewskie przez Grześkowiaka w 2014 roku i przypisane Hieronimowi Morsztynowi.

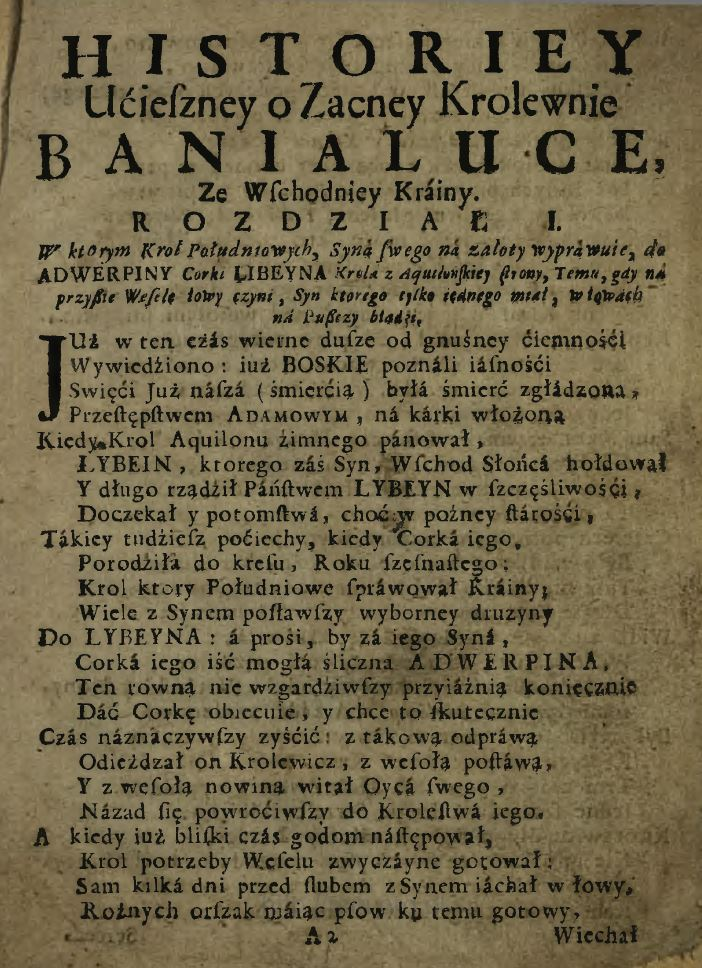
Pierwsza strona historii uciesznej o królewnie Banialuce z krakowskiego wydania w 1736 roku.

### Baśń o królewnie Banialuce
W 1650 roku wyszły Antipasty małżeńskie, w których zawarta jest pierwsza w polskiej literaturze baśń o królewnie Banialuce, w której istotną rolę odgrywają zaczarowane moce i rekwizyty. Fragmenty Banialuki zostały przedrukowane przez Mecherzyńskiego. Dostępnych było osiem wydań pomiędzy latami 1650–1752. Była to w tym okresie jedna z najbardziej poczytnych książek, stanowiąca pewien wzór romantycznych i sentymentalnych zachowań, zwłaszcza dla panien.
Historia opowiada o tym jak król północnych krajów Libejn miał córkę Adwerpinę. Kiedy śliczna Adwerpina miała 16 lat, król krajów południowych wysłał na północ swojego syna „na zaloty”. Król północny zezwolił z wielką chęcią na wydanie swojej córki Adwerpiny za mąż. Kiedy już dochodził czas ślubu Libejn wraz ze swoim synem wybrali się na polowanie. Królewicz z giermkiem w pogoni za reniferem zabłądzili w puszczy i znaleźli zamek, do którego się z trudnością przedarli bo strzegł go lew i niedźwiedź. Po chwili przed zamek przybyła armia amazonek na koniach, z których najpiękniejsza była Banialuka. Ta przyjmuje przybysza z gniewem, ale opowiada mu, że po śmierci swoich rodziców, króla i królowej państwa wschodniego, z żalu osiadła na zamku przysiągłszy, że żaden mężczyzna nie będzie miał do niego dostępu. Skoro jednak królewicz się pojawił, to przyjmuje go gościnnie i po pewnym czasie wzajemna miłość złączyła ich serca. Banialuka daje mu połowę swojego pierścienia. Królewicz wraca do swojego zamku na północy, ale ostrzega swojego giermka, żeby nie opowiadał o spotkaniu w puszczy. Później, w czasie ślubu Adwerpiny z synem króla południowego, pewna księżna upatruje sobie syna króla północnego na męża. Jej pomocnica jest czarodziejką, która przekupuje giermka królewicza. Giermek daje swojemu panu zaczarowane jabłka, które prowadzą do letargu i konwulsji i w takim stanie spotyka go Banialuka. Banialuka jest w rozpaczy, że złamała śluby, przywołuje Boga, a w zamek strzela piorun, zrywają się wichry i zamek zapada się pod ziemię. Odgłos pioruna budzi księcia, który orientuje się, że został zdradzony przez giermka co sprawdza następnego dnia podając mu jabłko przeznaczone dla siebie samego. Królewicz zabija giermka za zdradę i idzie szukać Banialuki po całym świecie. Zachodzi do pustelnika, który ma władzę nad zwierzętami, ale te nie widziały Banialuki. Idzie do pustelnika, który ma władzę nad ptakami (Morsztyn opisuje odgłosy ptaków: struś krzyczał, żuraw strukał, paw wrzeszczał, feniks się śmiał, bociany nosem klekotały, bażant piał, bąk buczał, kaweczki plegotały, sroki szczegotały, ślepowrony krakały, sowy huczały, drop ksykał, dudkowie dudały, drozdy skrzypiały), ale te też nie widziały Banialuki. Trzeci pustelnik ma władzę nad wiatrami i jeden z wiatrów widział, że Banialuka jechała do swojego królestwa i wiatr zaniósł tam królewicza. Królewicz postanawia pracować w pałacowym ogrodzie. Królewna jest zamknięta w pałacu aż do końca żałoby po swoich rodzicach. Kiedy żałoba się kończy, z całego świata zjeżdżają kawalerowie bo ma się odbyć turniej o rękę Banialuki. Królewicz zwycięża wszystkich, ale nikt go nie zna, pytają go kim jest, ale nie chce odpowiadać. Zawija tylko w papier połowę pierścionka jaki mu kiedyś dała Banialuka i przesyła do niej. Banialuka jest szczęśliwa, odbywa się ślub i koronacja nowego króla, który obiecuje swoim poddanym, że uszanuje wszystkie ich wolności niczym pacta conventa.
Wydaje się, że od 1752 roku, przez następne 255 lat do 2007 roku, książka nie była wydana w całości co Grześkowiak wiąże z krytyką Banialuki w epoce Oświecenia – Józefa Bielawskiego w komedii Natręci, Franciszka Zabłockiego w komedii Zabobonnik, Ignacego Krasickiego, Tomasza Węgierskiego, którzy przypisywali historii o Banialuce zbytni sentymentalizm i opowiadanie głupot. Od imienia królewny Banialuki powstał w języku potocznym zwrot „pleść banialuki”.
Ten wierszowany romans jest pisany trzynastozgłoskowcem podobnie jak później Pan Tadeusz, zawiera opisy polowań, nazwy polskich psów w tym czasie, odgłosy wydawane przez ptaki, współczesne Morsztynowi wyobrażenia o wiatrach i ich wpływie w jaskiniach na trzęsienia ziemi, roli pioruna i grzmotu i jest przykładem opowieści fantastycznej, które popularne były w tym czasie we Francji i we Włoszech.

Miłość wszytko cukruje, miłość wszytko słodzi,

miłość winy odpuszcza, miłość rozgniewanie

kochających przemienia zaś w większe kochanie.

[..]

### Summarius i inne wiersze
Summarius wierszów Morsztyna, niegdy poety polskiego, przepisany jest zbiorem wierszy Morsztyna, dostępnym obecnie w bibliotece PAU w Krakowie. Odpis pochodzi z około 1657-1659. W 1859 roku Karol Mecherzyński odnalazł ten odpis i napisał na jego temat rozprawę, w której uznał odpisy za wiersze Morsztyna. Dynowska w 1910 roku opracowała Summarius i podała listę 303 utworów. Zbiór ten zawiera też wiersze z Philomachii (patrz utwory S34-S46, S276-S277). Obecnie wiemy o około 450 wierszach Morsztyna znalezionych w około 30 rękopisach.